# Сражение

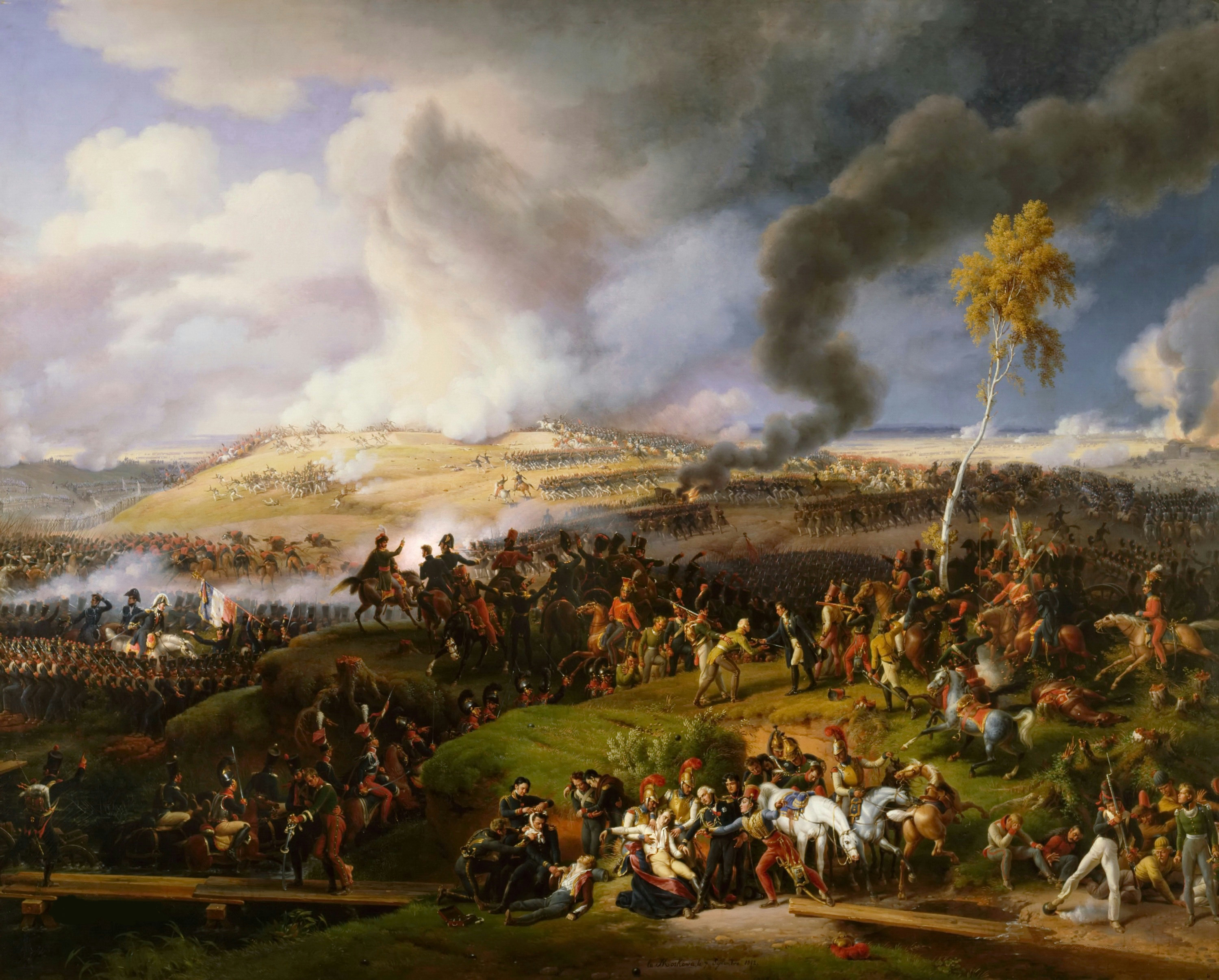
Луи Лежене. «Бородинское сражение»

Сражение — столкновение двух армий или флотов (значительных масс войск или сил), приведшее к более или менее существенной перемене обстановки на театре военных действий или театре войны, и определившее участь целой операции или кампании.
Сражение — форма крупномасштабного боевого противостояния противников, характеризуемая вводом в действие основных сил и средств, осуществляемая в соответствии с предварительно разработанными стратегическими планами. Сражения происходят на широком фронте и состоят из ряда отдельных боёв, связанных общим замыслом главнокомандующего и проводимых командирами соединений и командующими объединениями в ходе операции для достижения её целей или целей её отдельного этапа. Название сражению, как правило, даётся по местности, где оно состоялось. Сражения отличаются от боёв и битв своим масштабом и значением.

## История
«сражаться и уничтожать врага во всех сражениях — не является высшим воинским мастерством; высшее мастерство состоит в том, чтобы сломить сопротивление врага, не прибегая к сражению».— мыслитель, военачальник Сунь-цзы, «Искусство войны»

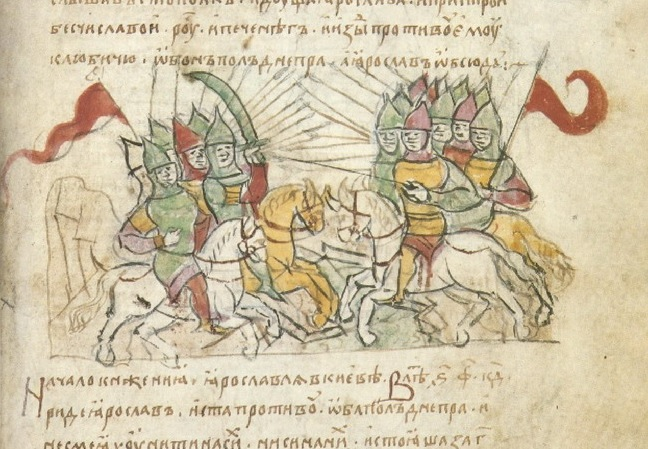
Сражение при Альте между русскими князьями, сыновьями Ярослава Мудрого, и половецким войском в 1068 году. Иллюстрация из Радзивилловской летописи (XV век)

В военном деле до XIX века было чёткое разграничения между понятиями «стычка», «дело», «бой», «кампания», «сражение» и «битва», некоторые не производят различие и сейчас, поэтому одни и те же столкновение называли и называют кто как хочет: боями, сражениями и битвами, иногда здесь присутствует и политическая составляющая, выдать малозначительное событие в истории за большое. В XVIII — XIX веках стали выделять генеральные (которые оказали решающее значение на исход военной кампании или войны) и частные сражения.
С начала XX века, когда резко увеличилась численность вооружённых сил (армий, флотов и авиаций) и расширился пространственный размах военных действий, понятие «генеральное сражение» утратило значение, при этом стало широко употребимым понятие «военная операция» как совокупность боёв и сражений одной или нескольких армий, групп армий, отдельных армий и фронтов.

## Виды и типы
В зависимости от среды проведения или вида вооружённых сил (рода войск вида ВС) сражения могут быть:
- Сухопутными:
  - Общевойсковое;
  - Танковое.
- Морскими;
- Воздушными (космическими), например: воздушные сражения на Кубани и так далее;
- Информационными.

В зависимости от количества формирований и размеров охватываемой территории (земного, воздушного, морского, океанского, информационного пространства) сражения могут быть:
- оперативными;
- стратегическими.

В зависимости от целей сражения могут быть:
- наступательное;
- оборонительное;
- встречное.